# Jouman Fattal
Jouman Fattal (Homs, Syrië, 23 januari 1992) is een Nederlands actrice, theatermaker, regisseuse en schrijver.

## Biografie
Fattal kwam op haar vierde met haar familie naar Nederland. Zij volgde de acteursopleiding aan de Hogeschool voor de Kunsten Utrecht, waar ze in 2015 afstudeerde.
Op het toneel speelde zij onder meer in de voorstelling Onder het melkwoud van regisseur Hans van den Boom. Ook is Fattal te zien in televisieseries als Flikken Maastricht en in de VPRO-film Gelukzoekers. In 2018 speelde zij de hoofdrol van de pas afgestudeerde jurist Sabia Bennani in de Nederlandse advocatenserie Zuidas. Daarnaast speelde zij de rol van Sara in de vijfde aflevering van ANNE+, een serie over een lesbische jonge vrouw en haar relaties in de tijd van haar studentenleven in Amsterdam. Voor haar rol in Zuidas is ze in 2018 genomineerd voor een Gouden Kalf.  
Als columnist schreef en schrijft Fattal voor onder andere Spunk en het feministische platform Vileine.
Het toneelstuk Limbo: hoe vrouwen sterven werd geschreven naar haar idee. 
In juli 2020 maakte ze bekend dat ze alle Harry Potter-luisterboeken zou gaan inspreken.
In 2023 regisseerde ze het toneelstuk Kruimels.

## Filmografie

### Film
- Casanova's (2020), als Tara, bijrol
- Meskina (2021), als Malika, bijrol
- (R)Evolutie (2021), als Lana, bijrol
- ANNE+ (2021), als Sara, hoofdrol
- iHostage (2025), als Rachelle, bijrol

### Televisie
- Flikken Maastricht (2014), als Bingul, bijrol
- Moordvrouw (2016), als Darya Hassanada, bijrol
- Project Orpheus (2016), als Amira el Kadi, hoofdrol
- Gelukzoekers (2018), als Faiza, hoofdrol
- Zuidas (2018), als Sabia Bennani, hoofdrol
- ANNE+ (2018 en 2020), als Sara, bijrol
- Nieuw zeer (2020), diverse rollen, bijrol
- Locked Out (2020), als De Waard, bijrol
- Koppensnellers (2020), als Leyla Yildirim, bijrol
- De Hokje (2021), als Dunya, hoofdrol
- Thuisfront (2021), als Aisha Bouali, bijrol
- De Zitting (2021), als Ruth, bijrol
- Zina (2021), als Sofia, hoofdrol
- Scrooge Live (2021), als Geest van het Verleden, bijrol
- Anoniem (2023), als Eva Zidan, bijrol
- Zussen (2024), als Elise, bijrol

### Overig
- Voorlezer van de zevendelige luisterboeken reeks van Harry Potter gepubliceerd op Storytel.
- Ze is ambassadeur van UNHCR Nederland.[3]